# Дропзона

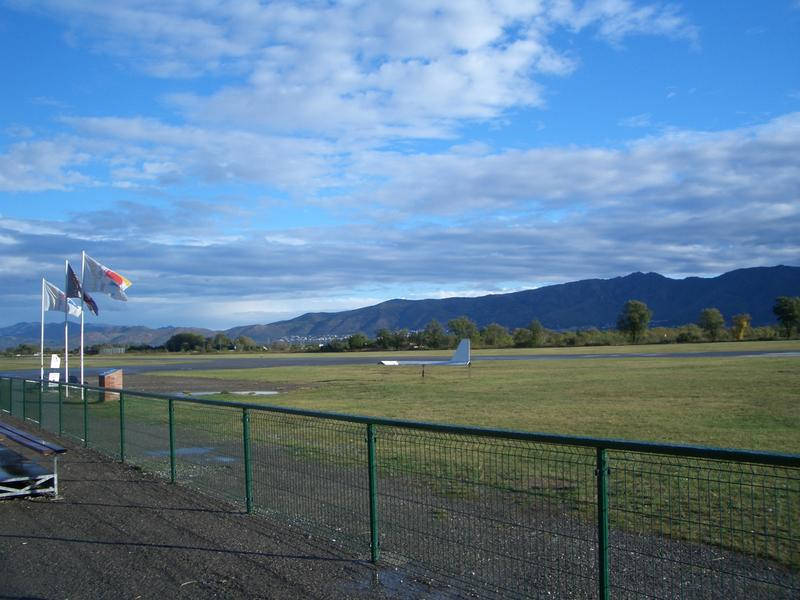
Дропзона в Empuriabrava, Каталонія

У американізованому парашутному жаргоні, дропзона (англ. drop zone — радянський термін зона викидання) — це місце (аеродром чи інший придатний майданчик), де виконуються стрибки з парашутом. Як правило, місце проведення спортивних і розважальних стрибків з парашутом знаходиться у безпосередній близькості від аеродрому, з якого злітає повітряне судно з парашутистами, хоча в іноземних джерелах, у більш загальному сенсі, дропзоною називають і місце, намічене для висадки десанту і скидання вантажів з парашутами.
Також дропзоною можуть називати звичайний парашутний клуб.

## Структура
Дропзона — це організація, компонентами якої є:
1. Власник.
2. Пілоти.
3. Інструктори.
4. Укладчики.
5. Ріггери.
6. Спортивні тренери.
7. Повітряні оператори.
8. Інші.

## Задачі
В задачі дропзони входить організація різних парашутних стрибків:
1. Спортивні стрибки.
2. Розважальні самостійні стрибки для новачків.
3. Тандем-стрибки з інструктором.
4. Навчальні стрибки.

## Забезпечення
Як правило, на дропзонах є парашутна техніка, що надається в оренду як новачкам, так і спортсменам.
Для спортсменів позначаються майданчики приземлення, як правило, позначені блейдами.
Для спортсменів, що стрибають з дисципліни  «точність приземлення», є спеціальний мат з млинцем посередині. На професійних змаганнях з точності приземлення дотик цілі реєструється електронним датчиком.
Для спортсменів, що стрибають з дисципліни «свуп», часто створюється спеціальний ставок.
Також майданчики приземлення діляться за швидкісними характеристиками куполів: низькошвидкісні приземляються окремо від високошвидкісних.
Враховуючи те, що травми у цьому виді спорту і розваг можуть бути досить серйозними, на дропзоні присутня медична служба.
Часто дропзона комбінується з планерними чи іншими авіаклубами з однією  ЗПП на всіх.

## Ресурси Інтернету
Каталог дропзон світу на сайті dropzone.com [Архівовано 10 лютого 2015 у Wayback Machine.]